# Скалкин, Сергей Фёдорович
Сергей Фёдорович Скалкин (5 ноября 1923, Выкса, Нижегородская губерния, РСФСР — 4 сентября 2016, Выкса, Нижегородская область, Российская Федерация) — советский металлург, рабочий Выксунского металлургического завода (Нижегородская область), Герой Социалистического Труда (1966).

## Биография
Родился в семье потомственных металлургов. Окончил 7 классов средней школы и а затем ФЗУ.
В 1940 году начал работать на Выксунском металлургическом заводе в листопрокатном цеху.
В 1942 году ушёл добровольцем на фронт. Место призыва: Выксунский РВК, Горьковская обл., Выксунский р-н
Воинская часть — ОО НКВД 199 азсп Западный фронт
Воевал на Западном, 3-м Белорусском, 1-м Прибалтийском, а затем на 1-м Дальневосточном фронтах.
Был тяжело ранен, за проявленное мужество был награждён орденом Красной Звезды и несколькими медалями.
- 10.04.1942 — Медаль «За боевые заслуги»[2]
- 13.03.1943 — Медаль «За боевые заслуги»

В 1947 году был демобилизован и вернулся в листопрокатный цех Выксунского металлургического завода помощником вальцовщика.
В 1957 году окончил курсы и получил свидетельство о присвоении звания мастера прокатного производства и возглавил бригаду вальцовщиков.
Бригада под его руководством из года в год добивалась больших успехов.
В 1966 году за выдающиеся успехи, достигнутые в развитии чёрной металлургии удостоен звания Героя Социалистического Труда с вручением ордена Ленина и золотой медали «Серп и Молот».
Вел активную общественную работу — на протяжении многих лет он являлся членом Выксунского городского комитета КПСС, избирался депутатом городского Совета народных депутатов.
В 1978 году вышел на пенсию, но продолжал работать директором зоны отдыха металлургов, заместителем председателя Выксунского городского совета наставников.
В 2002 году ему было присвоено звание «Почетный гражданин Выксунского района».
Похоронен на кладбище села Борок.

## Награды и звания
- Орден Ленина (1966)
- Золотая медаль «Серп и Молот» (1966)
- Орден Отечественной войны 1-й степени (1985) [3][3]
- Орден Красной Звезды (1945)
- Медаль «За отвагу»
- Медаль «За боевые заслуги» (1943)
- Медаль «За трудовое отличие» (1951)
- медали
- Звание «Почетный гражданин Выксунского района» (2002)
- Заслуженный ветеран Нижегородской области (2009)